# Андроникашвили, Борис Борисович
Бори́с Бори́сович Андроникашви́ли (при рождении Пильняк, также Андроникашвили-Пильняк; 28 октября 1934, Москва, СССР — 9 июля 1996, Москва, Россия) — советский и российский писатель, актёр и сценарист. Член Союза писателей РСФСР с 1979 года.

## Биография
Родился 28 октября 1934 года в Москве, в семье писателя Бориса Андреевича Пильняка и актрисы Киры Георгиевны Андроникашвили. В 1937 году отца арестовали по обвинению в государственных преступлениях. Мать, опасаясь за судьбу сына, отправила его в Тбилиси к бабушке, которая усыновила внука и дала ему свою фамилию — Андроникашвили. В юношестве отправился в Батуми, где поступил в Батумское мореходное училище.
В начале 1950-х уехал в Москву, где поступил на сценарно-киноведческий факультет ВГИКа, который окончил в 1959 году. Будучи студентом, познакомился со своей первой женой Людмилой Гурченко. В 1959 году у них родилась дочь Маша, а спустя три года их брак распался. После этого 5 лет встречался с Нонной Мордюковой. Они хотели пожениться, но дело до свадьбы так и не дошло. Второй женой Бориса Андроникашвили стала художница Русудан Хантадзе, с которой он прожил до конца своих дней. В браке у них родились дочь и сын.
Скончался в возрасте 61 года 9 июля 1996 года в Москве.

## Семья
- Родители:
  - Отец — Борис Андреевич Пильняк (1894—1938), писатель, осуждён и расстрелян в 1938 году. В 1956 году реабилитирован.
  - Мать — Кира Георгиевна Андроникашвили (1908—1960), актриса и режиссёр, княжна рода Андроникашвили, в 1938 году репрессирована. Реабилитирована в 1956.
- Тётя — Нато Вачнадзе (1904—1953) — актриса, Народная артистка Грузинской ССР, Заслуженная артистка РСФСР.
- Двоюродные братья (сыновья Нато Вачнадзе):
  - Эльдар Николаевич Шенгелая (род. 1933) — кинорежиссёр.
  - Георгий Николаевич Шенгелая (1937—2020) — кинорежиссёр.
- Жёны:
  - Первая жена (1958—1960) — Людмила Марковна Гурченко (1935—2011) — актриса, режиссёр, певица, Народная артистка СССР.
  - Гражданская жена — Нонна Викторовна Мордюкова (1925—2008) — Народная артистка СССР.
  - Вторая жена — Русудан Хантадзе — художница.
- Дети:
  - Мария Борисовна Королёва (урождённая Андроникашвили, 1959—2017), дочь Людмилы Гурченко.
  - Кира Борисовна Андроникашвили (род. 1970), дочь Русудан Хантадзе.
  - Александр Борисович Андроникашвили (род. 1973), сын Русудан Хантадзе.

## Фильмография

### Актёр
- 1957 — Отарова вдова — князь Арчил
- 1966 — Игра без ничьей — эпизод
- 1975 — Не верь, что меня больше нет
- 1977 — Гобой
- 1988 — Житие Дон Кихота и Санчо
- 1996 — Смерть Орфея
- 1998 — Здесь рассвет

### Сценарист
- 1974 — Капитаны